# Gotische Oorlog (248-268)

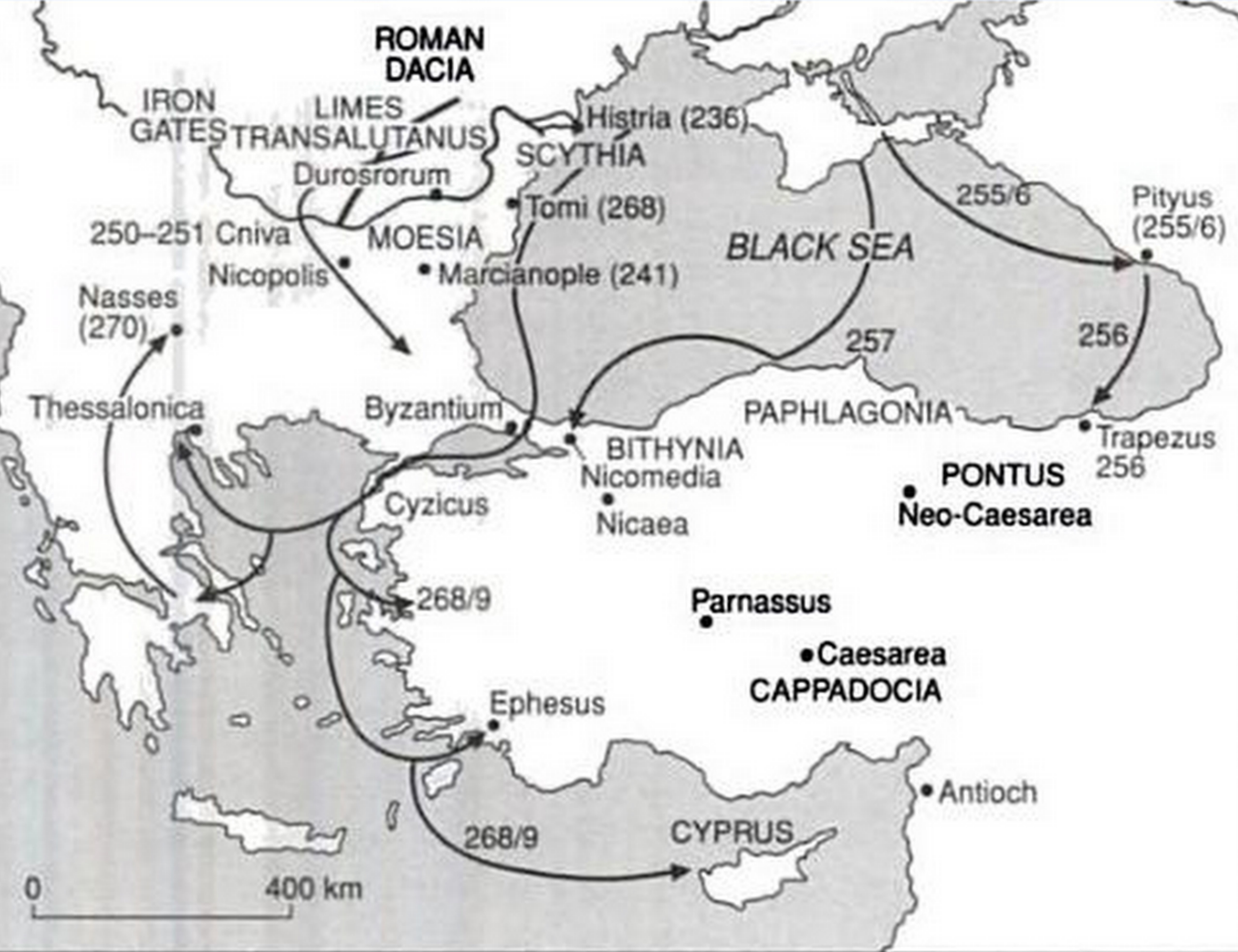

De Gotische Oorlog (248-268) was de eerste van een reeks oorlogen tussen het Romeinse Rijk en de Goten.

## Invallen op Romeins gebied
De eerste invallen van de Goten op Romeins grondgebied vonden plaats in 237. De Romeinse provincie Dacië ondervond dat jaar hinder van Gotische plundertochten. Het Romeinse leger ter plaatse maakte korte metten met deze plunderaars. Maar al gauw werd de dreiging van de Goten zo groot dat Maximinus I Thrax besloot ze met een schatting af te kopen nadat deze eerder de stad Histria aan de monding van de Donau hadden geplunderd.
Tien jaar later waren de plundertochten grootschaliger geworden. Toen Marcianopolis in 249 door de Goten werd ingenomen en geplunderd, stuurde keizer Philippus I zijn bekwame generaal Traianus Decius eropuit om een einde te maken aan de invallen. Decius vernietigde de Asdingen en behaalde een overwinning op de Goten. Maar in plaats van de vluchtende Goten in te halen, liet hij zich door zijn troepen tot keizer uitroepen en vertrok naar Italië om de heerschappij met Philippus te betwisten. Als gevolg van het vertrek van Decius kwamen de Goten het jaar daarop in groten getale terug, staken de Donaulimes over en konden vrijwel ongehinderd de Balkan plunderen. Onder leiding van Cniva veroverden de Goten Philippopolis en bleven overwinteren.
Decius versloeg keizer Philippus in Italië en keerde met het leger in 250 terug naar de Balkan. Ditmaal werd het Romeinse leger door de Goten in een val gelokt en bij Razgrad verslagen; Decius en zijn zoon vonden daarbij de dood.
Het duurde twee jaar voordat het Romeinse Rijk opnieuw een leger tegen de Goten inzette. Dit leger onder bevel van generaal Aemilianus versloeg de Goten in 253. Maar evenals Decius maakte hij het karwei niet af, hij liet zich tot keizer uitroepen en verliet Dacië.
Keizer Gallienus kon de situatie stabiliseren en de Donaulimes herstellen.

## Aanvallen over zee
Vanaf 255 legden de Goten zich  toe op aanvallen over zee. De Goten verbonden zich met de Herulen en maakten de Zwarte Zee tot de Hellespont onveilig en vielen Klein-Azië aan. Toen Keizer Valerianus I door de Sassaniden uit Perzië werd gevangengenomen, werd de dreiging nog groter. In 260 slaagden de Goten erin een Romeins eskader dat bij Byzantium gestationeerd lag te vernietigen. Nu konden zij met hun roofschepen ook de Egeïsche Zee binnen dringen. Terwijl te land Gotische bendes de Balkan afstroopten, plunderen Gotische zeerovers de kusten en de eilanden.
In 268 volgde wellicht de grootste aanval. Een vloot van Goten en Herulen trok dit keer langs de westkust van de Zwarte Zee en wist de Dardanellen door te varen. In de Egeïsche Zee werd de groep na aanvallen op Lesbos en Athos in drie delen verdeeld. De eerste, Herulische, groep landde bij Thessaloniki, doch werd vernietigend verslagen door keizer Gallienus. De tweede groep plunderde Griekenland, doch werd in 269 verslagen door keizer Claudius II bij Naissus (het huidige Niš). Hierna werden de overlevenden op het land achtervolgd, en moesten zich uiteindelijk overgeven. De derde groep deed aanvallen op de kusten van Klein-Azië, Rhodos en Cyprus, voor ze door Probus naar de Zwarte Zee werden teruggejaagd.

## Herstel van de Romeinse macht
Keizer Aurelianus maakte het werk af. In nieuwe veldtochten werden de Goten zodanig verslagen dat zij een eeuw lang geen bedreiging meer vormden. Aurelianus verdreef bovendien de Vandalen uit Pannonië en besloot het hierbij te laten.
Na de pest van Cyprianus en de Slag bij Naissus (268), was de Grote Hongaarse Laagvlakte zo goed als ontvolkt. De Romeinse Keizers vonden het belangrijk dat ze controle hielden over hun provincies en lieten de Karpen toe om zich hier te vestigen.